# Schwinkendorf
Schwinkendorf est une ancienne commune rurale allemande du Mecklembourg appartenant à l'arrondissement du Plateau des lacs mecklembourgeois, dans le Land du Mecklembourg-Poméranie-Occidentale au nord-est du pays.

## Géographie
Schwinkendorf se trouve entre Malchin et Waren. Une partie de son territoire se trouve, à cinq kilomètres au sud-est du lac de Malchin, dans le parc naturel de la Suisse mecklembourgeoise et du lac de Kummerow. Le nord de la commune jouxte l'arrondissement de Rostock.
Outre le village de Schwinkendorf, la municipalité englobe les villages de Langwitz, Lupendorf, Tressow, et Ulrichshusen, connu pour son château Renaissance.

## Histoire
Le village est fondé par des colons allemands au XIIIe siècle, en tant que village libre, puis il doit plus tard certains devoirs au fief de Hahn-Basedow. Son manoir est construit en 1841 et agrandi encore au début du XXe siècle. Il abrite du temps de la république démocratique allemande le conseil de la commune, un jardin d'enfants et des logements communautaires. Le manoir tombe peu à peu en ruines et il n'en reste plus qu'une partie.
Des Allemands de Bessarabie, dont les ancêtres y furent appelés autrefois pour l'agriculture, sont installés dans les années 1940, selon les directives du régime de « retour au foyer[réf. nécessaire] » (Heim ins Reich). La commune aujourd'hui tente de se reconvertir grâce au tourisme, notamment grâce au château-hôtel d'Ulrichshusen.